# VASIMR
VASIMR (на английски: Variable Specific Impulse Magnetoplasma Rocket, VASIMR™) е електромагнитен плазмен ракетен двигател, предназначен за реактивно ускоряване на космически апарати. Двигателят използва радиовълни за йонизация на работното тяло с последващо ускоряване на получената плазма с помощта на електромагнитно поле за получаване на тяга.
Методът за нагряване на плазмата, използван във VASIMR, е разработен първоначално в резултат на изследвания в областта на термоядрения синтез. Целта на разработката е да се запълни технологическата ниша между високоефективните реактивни системи с малка тяга и висок относителен импулс и нискоефективните системи с голяма тяга и нисък относителен импулс. VASIMR може да работи в режими близки до тези на системите с малка и голяма тяга. Концепцията на двигателя е предложена от учения-астронавт Франклин Чанг-Диас от Коста Рика през 1979 г. и продължава да се развива до наши дни (2010 г.).